# Jaylin Lindsey
Jaylin Lindsey, né le 27 mars 2000 à Charlotte en Caroline du Nord aux États-Unis, est un joueur américain de soccer qui joue au poste d'arrière droit au Charlotte FC en MLS.

## Biographie

### En club
Jaylin Lindsey est originaire de Charlotte en Caroline du Nord aux États-Unis, il rejoint l'académie du Sporting de Kansas City en janvier 2015 et signe son premier contrat le 6 mai 2016. 
Il joue son premier match en professionnel le 4 juin 2018, lors de la rencontre de MLS entre son équipe et Minnesota United. Il entre en jeu à la place de Seth Sinovic à la 59e minute de jeu et son équipe s'impose sur le score de quatre buts à un.
Le 7 mars 2019, Lindsey joue son premier match de Ligue des champions de la CONCACAF face au CA Independiente de La Chorrera. Titularisé ce jour-là, il provoque le penalty qui permet à son équipe de marquer, le but étant transformé par Ilie Sánchez. Toutefois, son équipe perd sur le score de deux buts à un.
Après avoir joué quarante-et-une rencontres avec son club formateur, Lindsey est transféré dans sa ville natale, au Charlotte FC, franchise d'expansion pour la saison 2022 de MLS, le 12 décembre 2021. Le 26 février 2022, il fait ses débuts sous ses nouvelles couleurs contre D.C. United, s'inclinant 3-0. C'est par ailleurs le tout premier match disputé par son club en MLS,.
Lindsey inscrit son premier but en professionnel le 11 juin 2023, à l'occasion d'un rencontre de MLS face au Sounders de Seattle. Il est titularisé et les deux équipes se neutralisent (3-3 score final).

### En sélection
Avec les moins de 17 ans, il participe au championnat de la CONCACAF des moins de 17 ans en 2017. Les joueurs américains s'inclinent en finale face au Mexique aux tirs au but. Jaylin Lindsey est par ailleurs nommé dans l'équipe type du tournoi
Il est ensuite sélectionné avec l'équipe des États-Unis des moins de 20 ans pour participer au championnat de la CONCACAF des moins de 20 ans en 2018. Lors de cette compétition organisée dans son pays natal, il joue trois matchs. Les États-Unis remportent la finale de cette compétition face au Mexique

## Palmarès
- Finaliste du championnat de la CONCACAF des moins de 17 ans en 2017 avec l'équipe des États-Unis des moins de 17 ans

- Vainqueur du championnat de la CONCACAF des moins de 20 ans en 2018 avec l'équipe des États-Unis des moins de 20 ans